# Municipio de Old Town (Illinois)
El municipio de Old Town (en inglés: Old Town Township) es un municipio ubicado en el condado de McLean en el estado estadounidense de Illinois. En el año 2010 tenía una población de 3010 habitantes y una densidad poblacional de 32,75 personas por km².

## Geografía
El municipio de Old Town se encuentra ubicado en las coordenadas 40°26′42″N 88°51′37″O / 40.44500, -88.86028. Según la Oficina del Censo de los Estados Unidos, el municipio tiene una superficie total de 91.92 km², de la cual 91,83 km² corresponden a tierra firme y (0,1 %) 0,09 km² es agua.

## Demografía
Según el censo de 2010, había 3010 personas residiendo en el municipio de Old Town. La densidad de población era de 32,75 hab./km². De los 3010 habitantes, el municipio de Old Town estaba compuesto por el 97,14 % blancos, el 0,37 % eran afroamericanos, el 0,03 % eran amerindios, el 0,43 % eran asiáticos, el 0,27 % eran de otras razas y el 1,76 % eran de una mezcla de razas. Del total de la población el 1,03 % eran hispanos o latinos de cualquier raza.